# USB 3.0
USB 3.0 е трето поколение на стандарта USB, който служи за свързване на компютри и електронни устройства. USB 3.0 добавя нов стандарт на прехвърляне, известен като SuperSpeed USB (SS), който може да прехвърля данни до 5 Gbit/s (625 MB/s), или 10 пъти по-бързо от USB 2.0. Конекторът на USB 3.0 се различава от USB 2.0 по синия цвят и инициалите SS.
През юли 2013 г. стандартът USB 3.0 е наследен от USB 3.1. Той запазва съществуващия стандарт на прехвърляне SuperSpeed USB (известен още като USB 3.1 gen 1), но в същото време определя нов – SuperSpeed USB 10 Gbps (известен още като USB 3.1 gen 2), който може да прехвърля данни до 10 Gbit/s (1,25 GB/s, два пъти скоростта на USB 3.0).

## Преглед
Спецификацията на USB 3.0 е подобна на тази на USB 2.0, но с много подобрения и алтернативни приложения. По-ранните USB концепти, като проводниците и четирите типа трасфер, са запазени, но протоколът и електрическият интерфейс са различни. Определя се отделен физически канал, който да носи трафика на USB 3.0. Промените в тези спецификации подобряват следните области:
- Скорост на прехвърляне – USB 3.0 добавя нов тип на прехвърляне, наречен SuperSpeed (SS), 5 Gbit/s (от електрическа гледна точка е по-близко до PCI Express 2.0 и SATA отколкото USB 2.0).[4]
- Повишена честотна лента – USB 3.0 използва два еднопосочни пътя за данни: единият получава данни, а вторият предава.
- Работно напрежение – определено е напрежение с U0 до U3 връзка.
- Подобрена употреба на шината – добавено е ново свойство (използането на пакети NRDY и ERDY), което да дава възможност на устройството да съобщава несинхронно на приемника, че е готово.
- Поддържане на редуваща медия – добавен е нов признак, наречен Stream Protocol, който позволява голям брой от логически потоци.

Скоростта на предаване на USB 3.0 може да достигне до 5 Gbit/s, което е около 10 пъти по-бързо от USB  2.0 (480 Mbit/s), дори без да се вземе предвид факта, че USB 3.0 е пълен дуплекс (всеки може да получава и изпраща данни едновременно), а USB 2.0 е половин дуплекс (ако един изпраща данни, друг получава и не може да изпраща в това време). Ако се използа в двете посоки USB 3.0 има потенциал за максимална честотна лента 20 пъти по-голяма от тази на USB 2.0.

### Устройство и характеристики
USB 3.0 е проектиран с двойна шина, което позволява едновременното протичане на операции както на USB 2.0 (Full Speed, Low Speed, or High Speed), така и на USB 3.0 (SuperSpeed). Това осигурява обратна съвместимост с USB 2.0 устройства. Връзките позволяват също права съвместимост, т.е. използванено на USB 3.0 устройства в USB 2.0 портове.

### Прехвърляне на данни и синхронизация
SuperSpeed отношението започва от приемника, който прави заявка, а устройството отговаря. Устройството приема или отказва заявката. Ако я приеме, изпраща нови или приетите от приемника данни. Ако няма буферно пространство или информация, отговаря със сигнал „Не е готов“ (Not Ready-NRDY), за да каже на приемника, че не може да продължи със заявката. Когато устройството е готово, изпраща съобщение „Крайната точка е готова“ (Endpoint ready – ERDY) към приемника, който след това определя нова трансакция.
Употребата на уникаст (комуникация само с един получател) и ограниченото количество на мултикаст (комуникация между повече партньори) пакети, заедно с несинхронните съобщения, позволява на връзките, които не участват активно в прехвърлянето на пакети, да бъдат в състояние на спестяване на енергия, което осигурява по-добро работно напрежение.

### Зареждане
USB 3.0 има няколко характеристики за предаване на енергия:
- 10 W: 5 V, 2 A – използва се при повечето таблети и смартфони
- 36 W: 12 V, 3 A
- 60 W: 20 V, 3 A – използва се при Chromebook Pixel 2015
- 100 W: 20 V, 5 A

## Конектори
Портът на USB 3.0 със Стандарт-А може да приема както конектор тип USB 3.0 Стандарт-А, така и USB 2.0 Стандарт-А. Възможно е и обратното – в порт USB 2.0 Стандарт-А да се сложи USB 3.0 Стандарт-А конектор.
Портът на USB 3.0 със Стандарт-В може да приема както конектор тип USB 3.0 Стандарт-В, така и USB 2.0 Стандарт-В. Обаче не е възможно да се свърже конектор тип USB 3.0 Стандарт-В в USB 2.0 Стандарт-В порт, заради по-големите размери на конектора.
На една машина може да има портове от двата типа (както USB 2.0, така и USB 3.0). Тъй като изглеждат еднакво, спецификацията на USB 3.0 определя цветово различаване и препоръчва приемникът от тип USB 3.0 Стандарт-А да бъде в син цвят (цвят Пантон 300C). Същото важи и за конектора от този тип.
USB 3.0 също представя нов Micro-В кабелен конектор, който се състои от стандартния USB 1.x/2.0 Micro-B кабелен конектор, допълнен от 5- пинов конектор. По този начин USB 3.0 Micro-A приемникът запазва неговата обратна съвместимост с кабелен конектор тип USB 1.x/2.0 Micro-B. Обаче не е възможно да се свърже USB 3.0 Micro-B конектор в USB 2.0 Micro-B порт, заради по-големите размери на конектора.

## Проблеми

### Бързина и съвместимост
Различни ранни версии USB 3.0 широко използват NEC/Renesas µD72020x семейство от хост контролери, които са известни с това, че изискват фърмуер ъпдейт, за да функционират правилно.
Фактор, който влияе на скоростта на устройствата с USB, съхраняващи данни (по-очевиден при USB 3.0 устройства, но се среща и при USB 2.0), е това, че драйверите USB Mass Storage Bulk-Only Transfer (BOT) са значително по-бавни от USB Attached SCSI protocol (UAS[P]) драйверите.
На някои стари (2009 – 2010 г.) Ibex Peak-базирани дънни платки, вградените USB 3.0 чипсетове са свързани по подразбиране чрез писти 2.5 GT/s PCI Express от PCH. Тогава това не предоставя пълна скорост PCI Express 2.0 (5 GT/s), поради което няма достатачно честотна лента дори за един-единствен USB 3.0 порт. Ранните версии на такива платки (например the Gigabyte Technology P55A-UD4 or P55A-UD6) имат ръчен превключвател (в BIOS), който може да свърже USB 3.0 чипа с процесора. Това предоставя пълна скорост на свързаността PCI Express 2.0 още тогава, но означава, че се използват по-малко писти PCI Express 2.0 за графичната карта. Въпреки това по-новите платки (например Gigabyte P55A-UD7 или Asus P7P55D-E Premium) използват канало-свързваща техника, която комбинира две PCI Express 2.5 GT/s линии в една PCI Express 5 GT/s, като по този начин се получава необходимата широчина на честотната лента от PCH.